# CG-1滑翔機
Frankfort CG-1是一款二戰時由法蘭克福滑翔機公司為美國陸軍航空軍建造的運輸滑翔機，但最終該計劃被取消。

## 發展
當美國陸軍航空兵團於1941年開始滑翔機開發計劃時，它從法蘭克福滑翔機公司訂購了9座爛15座兩款運輸滑翔機。較小的滑翔機可搭載一名飛行員和8名士兵，原型機被指定為XCG-1，較大的滑翔機被指定為XCG-2，可搭載一名飛行員和副駕駛並可搭載13名士兵。
該公司正忙於生產TG-1訓練滑翔機，因此兩種新型運輸滑翔機的開發進展緩慢，但靜態測試的XCG-1於1941年12月交付到萊特機場供陸軍測試。該滑翔機未能通過結構測試，陸軍取消了CG-1和CG-2的合約。

## 型號
XCG-1
9座運輸滑翔機原型機，僅建造一架不可飛行的靜態測試模型機
XCG-2
15座運輸滑翔機，並沒有建造

### 註記
1. 1 2 3 4 5  Mrazek 2011, p. 361
2. ↑  Andrade 1979, p. 96

### 書目
- Andrade, John. . Midland Counties Publications. 1979. ISBN 0 904597 22 9.
- Mrazek, James E. . Mechanicsburg, Pennsylvania, United States: Stackpole Books. 2011. ISBN 081170808X.